# Etlio da Samo
Etlio (in greco Αἔθλιος; Samo, ... – ...; fl. V secolo a.C.) è stato uno storico greco antico.

## Biografia
Della sua vita non è stato tramandato nulla. Si suppone (ma senza reali certezze) che Etlio sia vissuto nel sesto, quinto o quarto secolo a.C.
Si dedicò alla storia locale, componendo un'opera intitolata Annali di Samo (Ὦροι Σάμιοι), citata da Ateneo, Clemente Alessandrino, Eustazio e l'Etymologicum Magnum. La citazione di Ateneo, che fa riferimento al quinto libro dell'opera di Etlio, potrebbe consentire di stabilire che essa era divisa in almeno cinque libri; tuttavia, lo stesso Ateneo in quel passo esprime dubbi sulla certezza dell'attribuzione.
In ogni caso, a parte le scarse citazioni di questi tre frammenti, degli Annali di Etlio non ci è pervenuto nulla che permetta una ricostruzione sia pure soltanto ipotetica della sua opera storica.